# Friends in Low Places
Singles de Garth Brooks
The Dance
(1990) Unanswered Prayers
(1990)
Friends in Low Places est une chanson du chanteur américain de country Garth Brooks extraite de son deuxième album studio, No Fences, sorti le 27 août 1990.
Le 6 août 1990. trois semaines avant la sortie de l'album, cette chanson a été publiée en single. C'était le premier single tiré de cet album.
Aux États-Unis, la chanson a passé quatre semaines à la 1re place du classement country de Billboard (Billboard Hot Country Singles & Tracks).

## Composition
La chanson est écrite par les auteurs-compositeurs Earl Bud Lee et Dewayne Blackwell.

## Classements
| Classement (1990)          | Meilleur position |
| -------------------------- | ----------------- |
| États-Unis (Country Songs) | 1                 |